# Клаке (Самобор)
Клаке су насељено место у саставу Града Самобора у Загребачкој жупанији, Хрватска. До територијалне реорганизације у Хрватској налазиле су се у саставу старе загребачке приградске општине Самобор.

## Становништво
На попису становништва 2011. године, Клаке су имале 237 становника.

## Попис1991.
На попису становништва 1991. године, насељено место Клаке је имало 343 становника, следећег националног састава:
| Попис 1991.‍ | Попис 1991.‍ | Попис 1991.‍ | Попис 1991.‍ | Попис 1991.‍ |
| ----------- | ----------- | ----------- | ----------- | ----------- |
|             |             |             |             |             |
| Хрвати      | Хрвати      |             | 340         | 99,12%      |
| Немци       | Немци       |             | 1           | 0,29%       |
| непознато   | непознато   |             | 2           | 0,58%       |
| укупно: 343 |             |             |             |             |